# عبد السلام محمد خير
عبد السلام محمد خير هو خبير إعلامي وكاتب صحفي سوداني.

## حياته ونشأته
من مواليد الولاية الشمالية مدينة الغابة، السودان ،متخصص في الاعلام، إدارة المؤسسات الإعلامية من مدخل الجودة والتغيير، عمل بعدة ادارات برامجية بالتلفزيون، و مدير عام البرامج ، ومدير للقناة القومية.

## مسيرته
أشرف على إعداد وإنتاج عدة أفلام وثائقية وبرامج تربوية، ثقافية، ودعوية
كما عمل مستشارا إعلاميا بعدة مؤسسات عامة، شارك في لجان التحكيم بمهرجانات الانتاج الاعلامي، القاهرة، تونس، صمم تصورات لانشاء قنوات فضائية واذاعات (F M).
كاتب صحفي، بعدة صحف سودانية وعربية، له عدة مؤلفات، واوراق بحثية في مجال الاعلام والدعوة، عمل محاضرا بعدة جامعات، رئيس قسم الوسائط المتعددة، كلية قارن سيتي
عضو هيئة علماء السودان، دورة 2009 ، عضو اتحاد الصحفيين السودانيين ، حاليا، عضو رابطة الاعلاميين،حاليا،عضو مجلس ادارة الهيئة السودانية للاذاعة والتلفزيون 2014.

## مؤلفاته
- تاملات في الناس والحياة.
- خيرا يره سير وبشريات في تزكية الانفس والثمرات.
- فرص العصر اطروحات في فتوحات التكنولوجيا وطغيانها علي الهوية واستعصامها بالقيم.
- إدارة المؤسسات الاعلامية في عالم متغير.[3]